# 武蔵野市立第五小学校
武蔵野市立第五小学校（むさしのしりつ だいごしょうがっこう）は、東京都武蔵野市関前にある公立小学校。

## 概要
1946年（昭和21年）に武蔵野第五国民学校として開校した小学校である。武蔵野市中央部を校区とする。

## 沿革
- 1946年 - 武蔵野第五国民学校として開校
- 1947年4月 - 学制改革により、武蔵野町立武蔵野第五小学校へ改称
- 1947年11月 - 市制施行に伴い武蔵野市立武蔵野第五小学校へ改称
- 1960年 - 鉄筋校舎（北校舎）竣工
- 1961年6月 - 武蔵野市立第五小学校へ改称
- 1973年 - 鉄筋新校舎（西校舎）落成
- 1982年 - 学校保健統計調査の文部大臣表彰
- 1989年 - ランチルームを設置
- 1995年 - 文部省むし歯予防推進指定校研究発表
- 1998年 - 市教育研究校として研究発表
- 2001年3月 - ISO14001の認証を取得
- 2003年 - 体育館耐震工事完了 全国学校ビオトープ奨励賞受賞
- 2006年 - 市教育課題研究開発校研究発表
- 2008年 - 北校舎棟耐震補強工事竣工
- 2009年 - 西校舎棟耐震補強工事竣工

## 主な通学区域
- 西久保 1丁目～3丁目（全域）
- 関前3丁目2～5番地

卒業後は基本的に武蔵野市立第五中学校へ進学する。

## 関係者

### 教職員
- 前田美子（合唱指導者）

### 主な卒業生
- 安江清治（元武蔵野市議会議員、粕谷茂衆議院議員元秘書、元学校法人武蔵野東学園評議員・同窓会長）

## 周辺施設
- 武蔵野東高等専修学校

## 交通アクセス
- JR中央本線 三鷹駅下車